# Triệu Quát (Xuân Thu)
Triệu Quát (chữ Hán: 赵括; ?-583 TCN), là vị tông chủ thứ năm của họ Triệu, một trong Lục khanh của nước Tấn dưới thời Xuân Thu và là tổ tiên của nước Triệu sau này.

## Thân thế
Triệu Quát là con của Triệu Thôi, tức Triệu Thành tử, tông chủ thứ ba của họ Triệu, mẹ ông là Triệu Cơ. Sau khi Tấn Văn công về nước đã gả con gái cho Triệu Thôi và sinh ra Triệu Quát, bởi vậy Quát là con đích. Tuy nhiên mẹ ông thấy Triệu Thuẫn có tài nên xin Triệu Thôi cho lập Triệu Thuẫn làm con đích và nối nghiệp mình.
Năm 607 TCN, Tấn Thành công lên ngôi, Triệu Thuẫn xin vua phong cho Triệu Quát làm đại phu vì Quát mới là đích tử của Triệu Thôi. Tấn Thành công nghe theo.
Năm 601 TCN, Triệu Thuẫn chết, Triệu Quát trở thành thủ lĩnh của họ Triệu.

## Chiến tranh với Sở
Năm 597 TCN, Sở Trang vương đem quân đánh nước Trịnh, Triệu Quát làm Trung quân đại phu dẫn quân cùng Tuân Lâm Phủ, Sĩ Hội, Khước Khắc, Loan Thư, Tiên Hộc, Hàn Quyết cứu Trịnh, khi đến Hoàng Hà, thì Sở và Trịnh đã giảng hoà rồi. Tuân Lâm Phủ muốn lui binh, Tiên Hộc không theo, đề nghị tiến quân giao chiến. Tuân Lâm Phủ lệnh cho toàn quân qua Hoàng Hà.
Trịnh Tương công đã hàng Sở nên phải mang quân phối hợp với Sở cùng đánh Tấn. Hai bên đánh nhau to, quân Tấn bị đánh bại. Khi chạy về đến Hoàng Hà, các binh sĩ tranh nhau qua sông, nhiều người bị giết. Tướng Trí Anh bị bắt.

## Thăng chức khanh
Năm 588 TCN, do Tề Khoảnh công trêu ghẹo Khước Khắc, Khước Khắc bèn xin Tấn Cảnh công đánh Tề, Triệu Quát cũng tham gia vào trận chiến này. Sử gọi là trận An. Sau đó quân Tấn đại thắng, suýt bắt được vua Tề, Tấn Cảnh công ban thưởng công thần, phong Triệu Quát lên chức khanh, nhậm chức Trung quân tá.

## Cứu Trịnh
Năm 585 TCN, tướng Sở là Tử Trọng đánh Trịnh, Triệu Quát cùng Loan Thư đem quân cứu, quân Sở rút lui. Sau đó Tấn lại đánh sang nước Sái. Sở sai công tử Thân, công tử Thành cứu Sái, Triệu Quát và Triệu Đồng muốn xuất chiến, Loan Thư lúc đầu nghe theo, nhưng Tuân Thủ, Sĩ Nhiếp và Hàn Quyết phản đối nên Loan Thư đem quân rút về.

## Bị giết
Năm 586 TCN, em ông là Triệu Anh Tề cùng Triệu Trang Cơ tư thông, Triệu Quát bèn đuổi Anh Tề sang nước Tề.
Năm 583 TCN, Trang Cơ nói với Tấn Cảnh công:"Triệu Đồng và Triệu Quát tác loạn, họ Loan và họ Khước có thể làm chứng". Cảnh công nghe theo, đem quân đánh họ Triệu, Triệu Đồng và Triệu Quát bị giết, đất họ Triệu bị sung công. Hàn Quyết khuyên Tấn Cảnh công nhớ ơn Triệu Thôi và Triệu Thuẫn bảo tồn hương hoả cho họ Triệu, Cảnh công mới phong cho con Triệu Sóc, cháu Triệu Thuẫn là Triệu Vũ thế tập và trả lại đất cũ.

## Ghi chép trong Sử ký
Theo Triệu thế gia trong Tư Mã Thiên chép, thì Triệu Quát đã mất trước 598 TCN, Triệu Sóc con Triệu Thuẫn là tông chủ họ Triệu. Năm 598 TCN, Tư khấu Đồ Ngạn Cổ cậy được Tấn Cảnh công trọng dụng, lấy cớ Triệu Thuẫn cùng Triệu Xuyên trước đây từng giết Tấn Linh công nên phải trị tội họ Triệu. Được Cảnh công ưng thuận, Đồ Ngạn Cổ bèn mang quân diệt họ Triệu. Cả nhà Triệu Sóc bị giết, chỉ còn sót lại một người con mới ra đời là Triệu Vũ, được 2 gia nhân trung thành là Trình Anh và Công tôn Xử Cữu và đại phu Hàn Quyết che chở nên thoát chết.
Năm 583 TCN, Triệu Vũ lên 15 tuổi. Tấn Cảnh công mang bệnh. Hàn Quyết xin Tấn Cảnh công nhớ công lao của họ Triệu với nước Tấn để khôi phục họ Triệu. Tấn Cảnh công thuận theo, phục chức cho Triệu Vũ và cho Triệu Vũ tự đi báo thù giết Đồ Ngạn Cổ. Nhưng trong sách Triệu thị cô nhân bổn sự khảo thì ghi chép trong sử ký chỉ là hư cấu.　